# Jordi Llorens Zapata
Jordi Llorens Zapata (Barcelona, 4 d'agost de 1973) és un exjugador de bàsquet català de 2,03 metres d'alçada que jugava en la posició de pivot.

## Carrera esportiva
Llorens es va formar al planter del Joventut de Badalona, debutant amb el primer equip a la Lliga ACB la temporada 1990-91, sent jugador del júnior. Després de dues temporades alternant el júnior de la Penya amb el primer equip, amb qui va guanyar dues lligues i en va ser subcampió de l0eurolliga, la temporada 92-93 va signar pel Valvi Girona. L'any següent el va passar a Primera Divisió, jugant amb el Sant Josep, tornant a l'ACB el 1994 per jugar al CB León, on s'hi estaria dues temporades. Va jugar un any al Xacobeo 99 Ourense, abans de passar-se cinc temporades al Fórum Filatélico i dues més al Bàsquet Manresa. La temporada 2004-05 va jugar a LEB amb el Menorca Bàsquet, amb el que va pujar a l'ACB i va ser subcampió de la Copa Príncep d'Astúries. A Menorca hi va jugar tres temporades, una a LEB i dues a l'ACB. Es va retirar amb 40 anys després de defensar la samarreta del Prat, equip vinculat del Joventut.
Va ser internacional amb la selecció espanyola juvenil, la júnior i la sub 22, amb la que va guanyar la medalla de bronze de l'Eurobasket a Ljubljana l'any 1994.